# Conselho de Discernimento
O Conselho de Discernimento do Interesse Superior do Regime (em pársi: مجمع تشخیص مصلحت نظام) é um órgão do sistema político iraniano cuja principal função é mediar conflitos entre o parlamento do Irão (Majlis) e o Conselho dos Guardiães, funcionando também como órgão de aconselhamento do Líder Supremo do Irão (Faqih).
O Conselho foi criado no dia 6 de Fevereiro de 1988 pelo aiatolá Ruhollah Khomeini para servir o objectivo de mediação apontado. Era na altura composto por treze membros.
Os membros do Conselho são nomeados pelo Líder Supremo, sendo personalidades que se destacam na vida religiosa, social e política do Irão. No dia 18 de Março de 1997 o actual Líder Supremo, Ali Khamenei nomeou para um mandato de cinco anos 27 novos membros do Conselho. O presidente do Conselho é o antigo Presidente do Irão, Ali Akbar Hashemi Rafsanjani. O Conselho conta hoje com trinta e quatro membros, a maioria dos quais pertencem ao sector conservador do regime.
Em Outubro de 2005 o Líder Supremo delegou ao Conselho a responsabilidade de supervisionar os vários do ramo do governo conforme previsto na Constituição. Nas maior parte das disputas entre o parlamento e o Conselho dos Guardiães o Conselho de Discernimento tem tomado posições a favor deste último órgão.